# 邹永钶
邹永钶（1880年—1950年）， 字樾阶，湖北公安县人。邹姓公安三大家人物。
光绪二十八年（1902年），壬寅科乡试中举。光绪三十三年（1907年）9月，清廷批准筹建湖北省咨议局。次年，开始进行选举。宣统元年四月十五日举行初选，六月十五日举行复选，邹永钶担任议员、民政科审查委员。